# União das Freguesias de Monte e Queimadela
Die União das Freguesias de Monte e Queimadela ist eine portugiesische Gemeinde (Freguesia) im Kreis (Concelho) Fafe, Distrikt Braga, im Nordwesten Portugals.

## Geschichte
Die Gemeinde entstand im Zuge der Gebietsreform vom 29. September 2013 durch die Zusammenlegung der ehemaligen Gemeinden Monte und Queimadela.
Monte wurde Sitz der neuen Verwaltung.

## Demographie

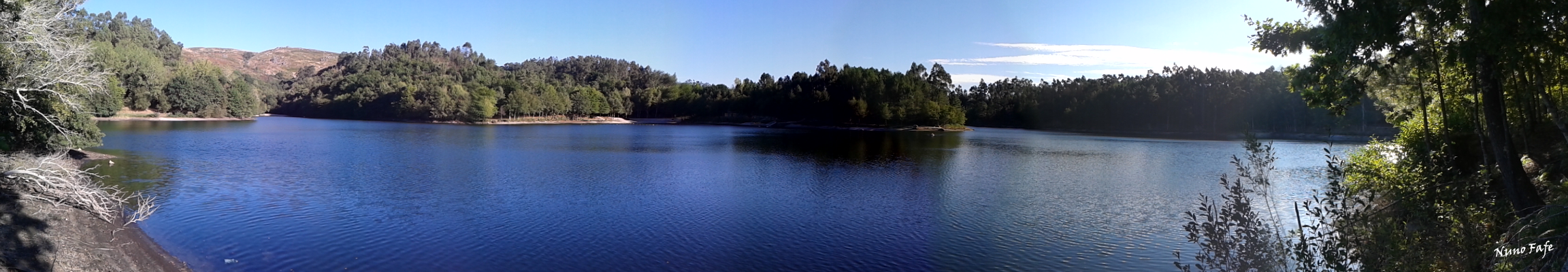
Stausee von Queimadela

| Freguesia | Freguesia          | Freguesia | Freguesia       | ehemalige Freguesias | ehemalige Freguesias | ehemalige Freguesias | ehemalige Freguesias |
| --------- | ------------------ | --------- | --------------- | -------------------- | -------------------- | -------------------- | -------------------- |
| Wappen    | Freguesia          | Einwohner | Fläche in (km²) | Wappen               | Freguesia            | Einwohner            | Fläche in (km²)      |
|           | Monte e Queimadela | 659       | 20,37           |                      | Monte                | 308                  | 9,57                 |
|           | Monte e Queimadela | 659       | 20,37           | Queimadela           | 489                  | 10,27                |                      |